# Expédition 72 (ISS)
Insigne de la mission
Équipage de l'expédition 72
Chronologie
Expédition 71 Expédition 73
L'expédition 72 est le 72e roulement d'équipage de la Station spatiale internationale (ISS). Elle commence le 23 septembre 2024 avec le départ du Soyouz MS-25 et se termine le 19 avril 2025 avec le départ du Soyouz MS-26.

## Équipage
| Position           | 6 juin 2024                 | 11 septembre 2024         | 29 septembre 2024         |
| ------------------ | --------------------------- | ------------------------- | ------------------------- |
| Commandant         | Sunita Williams 3e vol      | Sunita Williams 3e vol    | Sunita Williams 3e vol    |
| Ingénieur de vol 1 | Barry E. Wilmore 3e vol     | Barry E. Wilmore 3e vol   | Barry E. Wilmore 3e vol   |
| Ingénieur de vol 2 |                             | Alexeï Ovtchinine 1er vol | Alexeï Ovtchinine 1er vol |
| Ingénieur de vol 3 | Ivan Vagner 2e vol          | Ivan Vagner 2e vol        |                           |
| Ingénieur de vol 4 | Donald Petitt 4e vol        | Donald Petitt 4e vol      |                           |
| Ingénieur de vol 5 |                             | Nick Hague 2e vol         |                           |
| Ingénieur de vol 6 | Alexandre Gorbounov 1er vol |                           |                           |

,

## Déroulement
L'expédition commence le 23 septembre 2024 à 8 h 36 UTC, quand le Soyouz MS-25 se détache de l'ISS. L'équipage se compose de neuf personnes et le commandement de la station est assuré par Sunita Williams.
Le 29 septembre à 21 h 30 UTC, le vaisseau Crew Dragon Freedom de la mission SpaceX Crew-9 s'amarre à l'ISS. Ses deux passagers, Nick Hague et Alexandre Gorbounov, viennent compléter l'équipage de la station qui comprend alors onze personnes.
L'expédition prend fin le 19 avril 2025 à 21 h 57 UTC avec le départ du Soyouz MS-26 qui ramène sur Terre Ovtchinine, Vagner et Pettit.